# Classe E (sous-marin américain)
Pour les autres classes de navires du même nom, voir Classe E.
Les sous-marins de la classe E forment une classe de deux sous-marins de la marine américaine, construits par la Fore River Shipbuilding de Quincy, dans le Massachusetts, dans le cadre d'un sous-contrat de l'Electric Boat Compagny. Ils sont utilisés comme sous-marins de défense côtière et portuaire avant la Première Guerre mondiale. Lorsque les hostilités éclatent, la classe E est principalement utilisée comme navires d'entraînement; cependant, l'E-1 mène des patrouilles de guerre depuis les Açores. Lors de cette période, le besoin d'une structure de pont blindé permanent amélioré fait son apparition ; les ponts temporaires en tuyauterie et en toile s'avérant inadéquats dans l'Atlantique Nord.

## Histoire
La classe E et les premiers sous-marins similaires sont connus sous le nom de « navires à cochons » ou « bateaux », en raison de leurs cabines répugnantes et de la forme inhabituelle de la coque. La classe E est utilisée pour tester et évaluer des tactiques et de nouveaux équipements, mais sera rapidement dépassée par de nouveaux sous-marins océaniques à longue portée. L'E-1 est déployé aux Açores pendant la Première Guerre mondiale, étant le ancien et le plus petit sous-marin américain à effectuer des patrouilles de guerre pendant cette guerre. La classe est mise hors service et mise au rebut en 1922 pour se conformer au traité naval de Washington.

## Navires de la classe
- USS E-1 (SS-24), est mis sur cale le 22 décembre 1909, lancé le 27 mai 1911 sous le nom de Skipjack et mis en service le 14 février 1912 (Chester W. Nimitz aux commandes). Rebaptisé E-1 le 17 novembre 1911 et reclassé SS-24 le 17 juillet 1920, le sous-marin est retiré du service le 20 octobre 1921 et vendu par la suite[2].
- USS E-2 (SS-25), est mis sur cale le 22 décembre 1909, lancé le 16 juin 1911 sous le nom de Sturgeon et mis en service le 14 février 1912. Rebaptisé E-2 le 17 novembre 1911 et reclassé SS-24 le 17 juillet 1920, le sous-marin est retiré du service le 20 octobre 1921 et vendu par la suite[3].